# Panderodus
Genre
Espèces de rang inférieur
- † Panderodus sulcatus (Fåhræus, 1966)
- † Panderodus greenlandensis Armstrong, 1990

Panderodus est un genre fossile de conodontes de la famille des Distacodontidae. Les différentes espèces ont été trouvées dans des terrains datant de l'Ordovicien, du Silurien et du Dévonien moyen. 
Des études comparées avec des éléments de chétognathes venimeux fossiles (Phakelodus tenuis (Müller, 1959), du Cambrien supérieur de la Pologne) et actuels (Sagitta sp.), font penser qu'il s'agissait d'animaux venimeux.
Le nom de genre rend hommage à Christian Heinrich von Pander (1794-1865), embryologiste zoologue et paléontologue germano-balte.